# 광양덕례초등학교
광양덕례초등학교는 대한민국 전라남도 광양시에 있는 공립 초등학교이다.

## 학교 연혁
- 2020년 2월 14일: 제25회 졸업식(73명 졸업, 2,098명)
- 2019년 2월 15일: 제24회 졸업식(63명 졸업, 2,025명)
- 2018년 2월 13일: 제23회 졸업식(57명 졸업, 1,962명)
- 2017년 2월 10일: 제22회 졸업식(53명 졸업, 1,905명)
- 2016년 2월 19일: 제21회 졸업식(73명 졸업, 1,853명)
- 2015년 2월 17일: 제20회 졸업식(84명, 졸업생 1,780명)
- 2014년 2월 18일: 제19회 졸업식(68명, 졸업생수 1,696명 졸업)
- 2013년 2월 15일: 제18회 졸업식(89명, 졸업생수 1,628명졸업)
- 2012년 2월 17일: 제17회 졸업식(102명, 졸업생수 1,539명)
- 2011년 2월 18일: 제16회 졸업식 (95명, 총 졸업생수1,437명 졸업)
- 2010년 2월 18일: 제15회 졸업식 (85명, 총 졸업생수1,342명 졸업)
- 2009년 2월 18일: 제14회 졸업식(92명, 총 졸업생수 1,257명 졸업)
- 2008년 2월 15일: 제13회 졸업식(108명, 총 졸업생수 1,165명 졸업)
- 2007년 2월 15일: 제12회 졸업식(92명, 총 졸업생수 1,057명 졸업)
- 2006년 2월 17일: 제11회 졸업식 (109명, 총 졸업생수 965명 졸업)
- 2005년 2월 18일: 제10회 졸업식 (120명, 총 졸업생수 858명 졸업)
- 2004년 2월 20일: 제9회 졸업식 (105명, 총 졸업생수 738명 졸업)
- 1995년 3월 23일: 개교

## 학교 상징
- 교목(校木) - 소나무
- 교화(敎化) - 동백꽃
- 교색(驕色) - 노랑

## 참고 자료
- 광양덕례초등학교 - 한국교육학술정보원 학교알리미